# Stazione di San Giacomo (Rocca Grimalda)
La stazione di San Giacomo è una fermata ferroviaria posta sulla linea Alessandria-Ovada. Serve il centro abitato di San Giacomo, frazione del comune di Rocca Grimalda.

## Movimento
A partire dal 17 giugno 2012 il servizio viaggiatori sulla linea è stato sospeso, di conseguenza la stazione risulta priva di traffico.
La linea tuttavia rimane percorsa da treni merci.